# San Miguel de Lillo
San Miguel de Lillo – przedromański rzymskokatolicki kościół pod wezwaniem Michała Archanioła wzniesiony w IX wieku na zboczu góry Naranco w regionie Asturia (północna Hiszpania). Była to kaplica pałacowa króla Ramiro I. Tworzy kompleks wraz z dawną salą królewską, przekształconą później w kościół Santa María del Naranco. Do naszych czasów przetrwała jedna trzecia oryginalnego budynku.